# Intel Atom
Az 
Intel Atom az Intel legkisebb mikroprocesszora, amit a világ legkisebb tranzisztoraiból építettek fel.
Alacsony áramfogyasztás jellemzi (1–9 watt). Alapvetően az új generációs mobil eszközökhöz fejlesztették ki (mobile internet devices, MIDs), azonban a kis teljesítményű PC-khez is használható.
Az első Atom architektúra esetén 45 nm-es technológiát felhasználva 47 millió tranzisztort integráltak egy chipre, melynek felülete 26 mm2. A magot többször áttervezték, néhány modell x86-64 támogatást kapott, majd megjelentek a többmagos változatai is. Aztán 32 nm-re, 22 nm-re, majd 14 nm-re is kiterjesztették a gyártást, mikroarchitekturális átalakításokon is átesett az architektúra a sebesség növelésének érdekében. Eredetileg netbookokba, laptopokba, notebookokba szánták, de újabban mobiltelefonokba, tabletekbe, beágyazott szerverekbe szánt verziói is léteznek, néhányat ennél is kisebb csíkszélességen gyártanak.
2008. március 2-án, Kaliforniában mutatták be.

## Adatok
2012 előtti termékek:
| Intel Atom processzor család                   | Intel Atom processzor család         | Intel Atom processzor család         | Intel Atom processzor család         | Intel Atom processzor család         | Intel Atom processzor család         | Intel Atom processzor család         | Intel Atom processzor család         | Intel Atom processzor család         | Intel Atom processzor család         | Intel Atom processzor család         | Intel Atom processzor család         |
| MID / Ultra-Mobile PC / Lifestyle PC           | MID / Ultra-Mobile PC / Lifestyle PC | MID / Ultra-Mobile PC / Lifestyle PC | MID / Ultra-Mobile PC / Lifestyle PC | MID / Ultra-Mobile PC / Lifestyle PC | MID / Ultra-Mobile PC / Lifestyle PC | MID / Ultra-Mobile PC / Lifestyle PC | MID / Ultra-Mobile PC / Lifestyle PC | MID / Ultra-Mobile PC / Lifestyle PC | MID / Ultra-Mobile PC / Lifestyle PC | MID / Ultra-Mobile PC / Lifestyle PC | MID / Ultra-Mobile PC / Lifestyle PC |
| Logó                                           | kódnév                               | sorozat                              | mag                                  | integrált GPU                        | GPU sebesség                         | TDP                                  | HT                                   | Intel 64                             | Intel VT-x                           | kiadás dátuma                        |                                      |
| ---------------------------------------------- | ------------------------------------ | ------------------------------------ | ------------------------------------ | ------------------------------------ | ------------------------------------ | ------------------------------------ | ------------------------------------ | ------------------------------------ | ------------------------------------ | ------------------------------------ | ------------------------------------ |
|                                                | Silverthorne                         | Atom Z5xx                            | single (45 nm)                       | nem                                  | n/a                                  | 0,65~2 W                             | nem                                  | nem                                  | nem                                  | 2008. április                        |                                      |
| 2~2,4 W                                        | Silverthorne                         | Atom Z5xx                            | single (45 nm)                       | nem                                  | n/a                                  | igen                                 | igen                                 | nem                                  |                                      | 2008. április                        |                                      |
|                                                | Lincroft                             | Atom Z6xx                            | single (45 nm)                       | igen                                 | 400 MHz                              | igen                                 | igen                                 | nem                                  | 1,3~3 W                              | 2010. május                          |                                      |
| Classmate PC / Netbook / Nettop / Lifestyle PC |                                      |                                      |                                      |                                      |                                      |                                      |                                      |                                      |                                      |                                      |                                      |
| Logó                                           | kódnév                               | sorozat                              | mag                                  | integrált GPU                        | GPU sebesség                         | TDP                                  | HT                                   | Intel 64                             | Intel VT-x                           | kiadás dátuma                        |                                      |
|                                                | Diamondville                         | Atom N2xx                            | single (45 nm)                       | nem                                  | n/a                                  | 2,5 W                                | igen                                 | nem                                  | nem                                  | 2008. június                         |                                      |
| Atom 2xx                                       | Diamondville                         | 4 W                                  | single (45 nm)                       | nem                                  | n/a                                  | igen                                 | igen                                 |                                      | nem                                  | 2008. június                         |                                      |
| Atom 3xx                                       | Diamondville                         | dual (45 nm)                         | 8 W                                  | nem                                  | n/a                                  | igen                                 | igen                                 | 2008. szeptember                     | nem                                  |                                      |                                      |
|                                                | Pineview                             | Atom N4xx                            | single (45 nm)                       | igen                                 | 200 MHz                              | igen                                 | igen                                 | 6,5 W                                | nem                                  | 2010. január                         |                                      |
| Atom D4xx                                      | Pineview                             | 400 MHz                              | single (45 nm)                       | igen                                 | 10 W                                 | igen                                 | igen                                 |                                      | nem                                  | 2010. január                         |                                      |
| Atom N5xx                                      | Pineview                             | dual (45 nm)                         | 200 MHz                              | igen                                 | 8,5 W                                | igen                                 | igen                                 |                                      | nem                                  | 2010. január                         |                                      |
| Atom D5xx                                      | Pineview                             | dual (45 nm)                         | 400 MHz                              | igen                                 | 13 W                                 | igen                                 | igen                                 |                                      | nem                                  | 2010. január                         |                                      |
| Szerver                                        |                                      |                                      |                                      |                                      |                                      |                                      |                                      |                                      |                                      |                                      |                                      |
| Logó                                           | kódnév                               | sorozat                              | mag                                  | integrált GPU                        | GPU sebesség                         | TDP                                  | HT                                   | Intel 64                             | Intel VT-x                           | kiadás dátuma                        |                                      |
|                                                | Centerton                            | Atom S1220                           | dual (32 nm)                         | ismeretlen                           | 1,60 GHz                             | 8,1 W                                | igen                                 | igen                                 | igen                                 | 2012. december                       |                                      |
| Atom S1240                                     | Centerton                            | 1,60 GHz                             | dual (32 nm)                         | ismeretlen                           | 6,1 W                                |                                      | igen                                 | igen                                 | igen                                 | 2012. december                       |                                      |
| Atom S1260                                     | Centerton                            | 2,00 GHz                             | dual (32 nm)                         | ismeretlen                           | 8,6 W                                |                                      | igen                                 | igen                                 | igen                                 | 2012. december                       |                                      |

2012 utáni szériák:

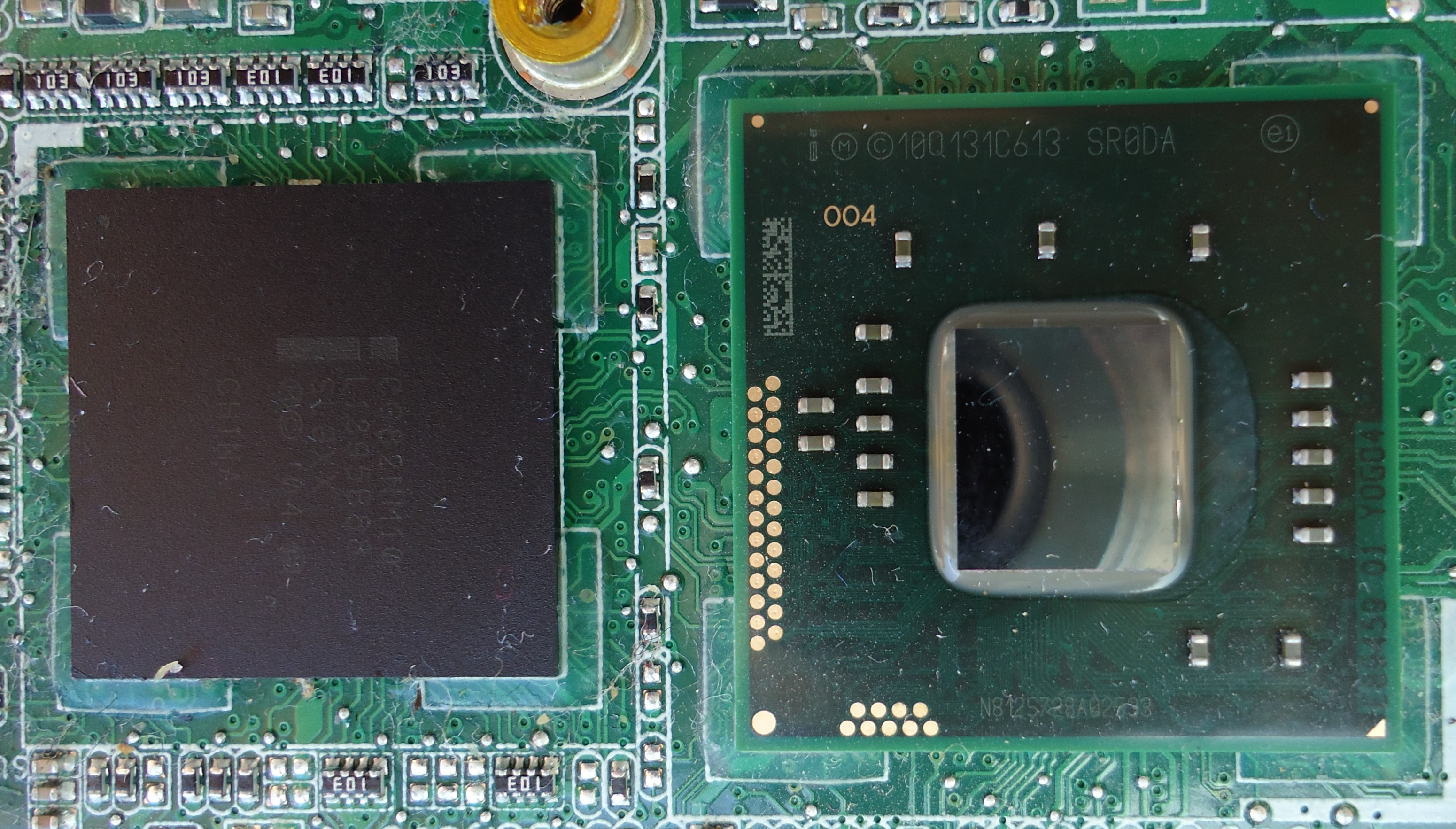
Intel Atom N2800 (jobboldalt) és Intel NM10 csipkészlet (balra)

- Penwell (Atom Z2420, Atom Z2460, Atom Z2480, Atom Z2610), 32 nm, 1,2 GHz–2 GHz.
- Cloverview: 32 nm, max. 2 GHz
- Briarwood: 32 nm, max. 2 GHz, 14 W
- Berryville: 2 magos processzorok, Vivante 2D és PowerVR 3D csipek a processzorba integrálva, 32 nm, 10–20 W
- Merrifield (Atom Z3460, Atom Z3480): 1,6 GHz–2,13 GHz. PowerVR grafikus mag integrálva a csipben. 22 nm gyártástechnológia.
- SoFIA 3G-R (Atom x3-C3130, Atom x3-C3230RK, Atom x3-C3405, Atom x3-C3440, Atom x3-C3445). 2–4 mag, 2 W körüli TDP, 28 nm gyártástechnológia, ARM Mali grafikus mag integrálva a csipben. Órajele 1–1,4 GHz.
- Bay Trail (Atom Z3770, Atom Z3770D, Atom Z3740, Atom Z3740D, Atom Z3680, Atom Z3680D stb.): 2–4 mag, kétmagosak esetén HT támogatással. x86-64 utasításkészlet, 1,8–2,4 GHz, 22 nm gyártástechnológia.
- Avoton: szerverekben is használt Atom processzorok, max. 8 processzormag, 6–20 W modelltől függően közötti fogyasztással, 22 nm gyártástechnológiával
- Rangeley: maximum 2 GHz-s órajel, 7–20 W TDP, maximum 8 processzormag, 22 nm
- Cherry Trail (Atom x5-Z8300, Atom x5-Z8500, Atom x7-Z8700), 14 nm gyártástechnológia, 4 mag, 4 W, max 2,4 GHz.

Megjegyzés: A lista nem teljes, az Intel az Atom szériát a régebbi gyártósorain is folyamatosan gyártja, hogy maximálisan kihasználja a gyártókapacitásait, amelyekkel különféle területeket céloz meg, és különféle típusú és számú processzormagokat, grafikus és multimédia csipeket integrál ezekben, melyeket néha más vállalatoktól licencel. Több száz Atom márkanév alatt futó processzormodell létezik.